# Nikolai Iwanowitsch Soloduchin

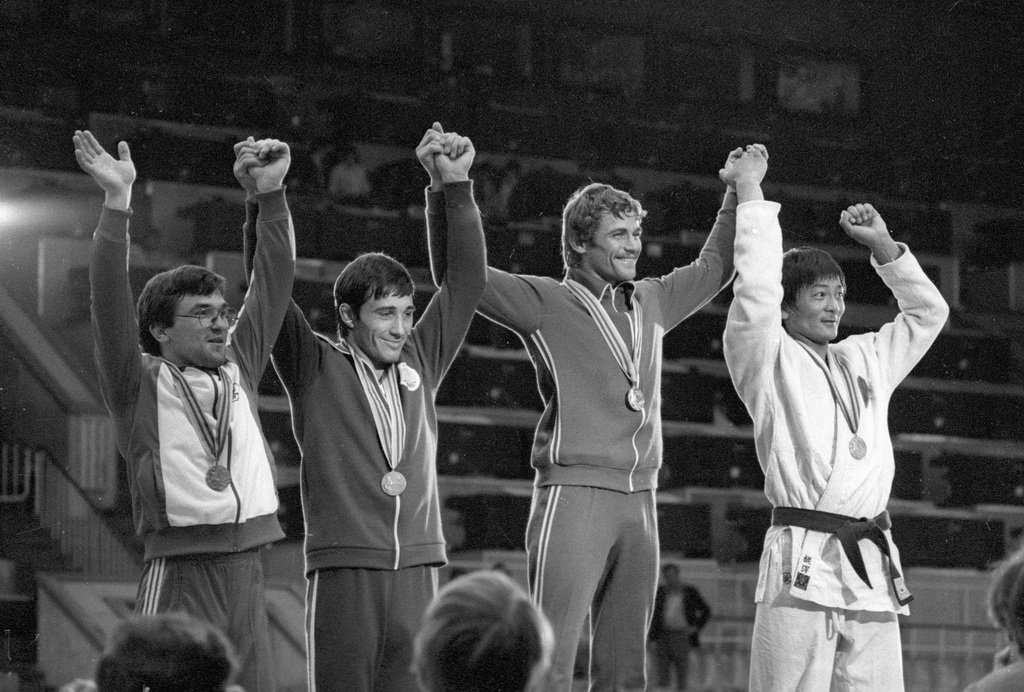
Siegerehrung im Halbleichtgewicht bei den Olympischen Spielen 1980: Pawłowski, Nedkow, Soloduchin, Damdin (v. l. n. r.)

Nikolai Iwanowitsch Soloduchin (russisch Николай Иванович Солодухин; * 3. Januar 1955 in Paserkowo, Oblast Kursk) ist ein ehemaliger sowjetischer Judoka. Der 1,64 m große Athlet trat im Halbleichtgewicht (bis 65 kg) an und gewann in dieser Gewichtsklasse eine olympische Goldmedaille sowie zwei Weltmeistertitel.

## Sportliche Karriere
Soloduchin gewann 1975 seinen ersten sowjetischen Meistertitel, im gleichen Jahr siegte er auch bei einem internationalen U21-Turnier in Bad Homburg. Seine erste internationale Medaille gewann er bei den Europameisterschaften 1978, bei denen er erst im Finale gegen Torsten Reißmann aus der DDR unterlag. Im Herbst des gleichen Jahres erhielt er mit der sowjetischen Mannschaft die Silbermedaille hinter Frankreich bei den Mannschaftseuropameisterschaften. Bei den Europameisterschaften 1979 in Brüssel siegte Soloduchin im Finale gegen den bundesdeutschen Judoka James Rohleder. Zweieinhalb Monate später siegte er bei dem vorolympischen Turnier in Moskau, dass im Rahmen der Völker-Spartakiade stattfand. Im Oktober 1979 gewann Soloduchin mit der sowjetischen Mannschaft gegen Frankreich den Titel bei der Mannschaftseuropameisterschaft. Im Dezember 1979 fanden in Paris die Weltmeisterschaften 1979 statt. Soloduchin besiegte im Viertelfinale den Polen Janusz Pawłowski, im Halbfinale den Rumänen Constantin Niculae und im Finale den Franzosen Yves Delvingt.
Höhepunkt des Jahres 1980 waren, zumal für die sowjetischen Sportlerinnen und Sportler, die Olympischen Spiele in Moskau. Soloduchin gewann im Viertelfinale gegen den Bulgaren Ilijan Nedkow und im Halbfinale gegen Torsten Reißmann. Im Kampf um die Goldmedaille besiegte er den Mongolen Tsendiin Damdin durch eine Koka-Wertung. Bei den Europameisterschaften 1981 belegte Soloduchin den fünften Platz. 1982 verlor Soloduchin mit der russischen Mannschaft das Finale gegen die Franzosen bei den Mannschaftseuropameisterschaften.
Im Mai 1983 fanden in Paris die Europameisterschaften statt. Soloduchin verlor im Achtelfinale gegen den Franzosen Thierry Rey, kämpfte sich danach aber bis zur Bronzemedaille durch. Im Oktober bei den Weltmeisterschaften in Moskau siegte Soloduchin im Viertelfinale gegen den Bulgaren Walentin Minew und im Halbfinale gegen Janusz Pawłowski. Im Finale traf er auf den Japaner Yoshiyuki Matsuoka und gewann seinen zweiten Weltmeistertitel. Seinen letzten großen Turniersieg erkämpfte Soloduchin 1984 bei den Wettbewerben der Sozialistischen Staaten, einer Ersatzveranstaltung für die Athletinnen und Athleten, die wegen des Olympiaboykotts der Ostblockstaaten nicht an den Olympischen Spielen 1984 in Los Angeles teilnehmen durften.
Soloduchin gewann die sowjetischen Meistertitel der Jahre 1975, 1977, 1978, 1980 und 1982. Er begann als Sportlehrer bei Dynamo Kursk und stieg im Lauf seiner beruflichen Karriere bis zum Oberst bei der Polizei in Kursk auf. 2008 veröffentlichte er seine Autobiographie, in der er seinen Weg aus dem Dorf bis zu den Olympischen Spielen beschrieb.